# Feng Zicai
Feng Zicai (馮子才T, 冯子才S, Féng ZǐcaīP, Feng Tzu-ts'aiW) (Qinzhou, 1818 – 1903) è stato un militare cinese.
Fu un generale dell'esercito imperiale durante la dinastia Qing.

## Rivolta dei Taiping
La famiglia di Feng proveniva da Qinzhou, nel sud-ovest della provincia di Guangxi. Rimasto orfano in tenera età, inizialmente si diede al banditismo ed entrò poi nell'esercito imperiale. Nel 1856, durante la rivolta dei Taiping, Feng comandò con il grado di tenente colonnello un reggimento di stanza nel nord dello Jiangsu. Nell'aprile del 1860 non riuscì a impedire la morte del generale Zhang Guoliang, un ex bandito suo amico di lunga data e suo superiore nell'Esercito dello Stendardo Verde. Zhang, che si era ritirato a Danyang, aveva tentato una sortita per ricongiungere le sue truppe con quelle di Feng, ma era stato circondato e si era suicidato. Feng sconfisse più volte le forze ribelli nella loro marcia attraverso il fiume Yangtze verso nord e fu promosso tenente generale nel 1864. Nell'autunno del 1867 stabilì la sua base di comando a Nanning, dove si occupò di combattere banditi, ribelli, gli Hmong e altri gruppi che minacciavano l'Impero Qing nella Cina meridionale e nel Tonchino.

## Guerra franco-cinese
Durante la guerra franco-cinese (agosto 1884 - aprile 1885) Feng fu posto al comando di una forza armata composta principalmente da contadini Zhuang e da alcuni membri delle truppe imperiali che avevano precedentemente combattuto al suo comando nella Cina meridionale.
Nel febbraio 1885 le sue truppe erano posizionate pochi chilometri a est della città di Đồng Đăng, per bloccare un passo secondario. Il 23 febbraio 1885, quando la 2ª brigata del generale François Oscar de Négrier attaccò e prese la città e la valle fino al confine cinese, le truppe di Feng rimasero ferme nelle loro posizioni, contribuendo così alla sconfitta dell'esercito del Guangxi nella battaglia di Đồng Đăng.
Feng si riscattò esattamente un mese dopo, quando le sue truppe furono impegnate nella battaglia di Bang Bo (23 e 24 marzo 1885), nella quale la 2ª brigata di de Négrier fu sconfitta al passo di Zhennan, sul confine tra Guangxi e Tonchino.
Le truppe di Feng, stanziate nell'ala destra cinese intorno al villaggio di Bang Bo, svolsero un ruolo importante nella battaglia, respingendo l'assalto del 111º battaglione di linea francese contro una posizione nota come la "lunga trincea". Si dice che Feng abbia incoraggiato le sue truppe con le parole: "Preferirei morire piuttosto che vedere l'esercito francese invadere la Cina!" (寧死不忍見法軍侵入中國境內T). La frase divenne famosa ed è incisa su una roccia del monte Wuzhi, la montagna più alta della provincia di Hainan. Secondo il capitano Verdier "durante tutta la battaglia del 24 marzo 1885, i cinesi mostrarono un'implacabilità di cui non avevamo mai visto un esempio".
Dopo questo successo, Feng continuò a fare pressione sulle truppe francesi in ritirata e il 28 marzo 1885 le attaccò nella battaglia di Ky Lua, meno di 3 km a nord di Lạng Sơn. L'attacco fu respinto dagli uomini di Paul-Gustave Herbinger, al quale de Négrier aveva ordinato un contrattacco. Lo scontro di Ky Lua fu terribilmente sanguinoso: mentre i francesi subirono 7 morti e 38 feriti, i cinesi ebbero circa 1200 morti e 6000 feriti. L'esercito di Feng si ritirò a Đồng Đăng. Se Feng era rimasto impressionato dalla potenza di fuoco dei francesi, anche Herbinger (che aveva sostituito al comando de Négrier, gravemente ferito a Ky Lua) fu probabilmente colpito dal terribile massacro. Convinto che le truppe di Feng non si sarebbero ritirate ma lo avrebbero aggirato e circondato, Herbinger ordinò la ritirata da Lạng Sơn.

## Memoria
Feng Zicai è tuttora un eroe nazionale cinese e le sue imprese sono state arricchite da elementi mitici. È sepolto alla fine di un sentiero fiancheggiato da statue in cima a una piccola collina vicino al villaggio di Niqiao, a 13 km da Qinzhou.
Un film cinese  del 2017, La guerra di Loong, racconta la lotta del generale Feng Zicai contro le truppe francesi al confine della provincia di Guangxi.